# São Paulo dos Campos de Piratininga
São Paulo dos Campos de Piratininga foi uma vila da Capitania de São Vicente e a primeira denominação do município de São Paulo, atual capital do estado homônimo. Foi fundada como uma missão religiosa e um Colégio Real Jesuíta pelos padres José de Anchieta e Manuel da Nóbrega em 25 de janeiro de 1554 (data da primeira missa e data em que tradicionalmente se comemora o aniversário da conversão de Paulo de Tarso, razão pela qual a cidade recebeu esse nome). A vila foi inicialmente povoada por colonos portugueses e duas tribos guaianás. Mais tarde, São Paulo foi a base do bandeirismo, que foi a grande expansão colonial do século XVII no interior da América do Sul.

## História
A colonização europeia primitiva do Brasil era muito limitada. Portugal estava mais interessado no comércio com a África e a Ásia. Mas com navios ingleses e franceses ao largo da costa, a Coroa Portuguesa acreditava que precisava proteger reivindicações para este território. Para compartilhar o fardo da defesa, o rei português João III dividiu a costa em "capitanias", ou faixas de terra, com 50 léguas de distância. Ele distribuiu-os entre portugueses ricos e bem conectados, esperando que cada um cuidasse de seu território. Temendo ataques das numerosas tribos ameríndias, João III desanimou o desenvolvimento do vasto interior do território.
O primeiro assentamento costeiro do Brasil, São Vicente, foi fundado em 1532. Foi a primeira colônia portuguesa permanente a prosperar no Novo Mundo. Vinte e dois anos depois, o patrono dos bandeirantes Tibiriçá e os missionários jesuítas Manuel da Nóbrega e José de Anchieta fundaram o povoado de São Paulo dos Campos de Piratininga, a 68 km de São Vicente. Sua aldeia missionária foi estabelecida em um planalto entre os rios Tamanduateí e Anhangabaú. Em 25 de janeiro de 1554, a vila foi formalmente fundada quando os sacerdotes celebraram a missa inaugural da escola jesuíta.
Santo André da Borda do Campo foi uma cidade fundada em 1553 no mesmo planalto. Em 1560, a ameaça de ataque indígena levou muitos colonos a fugir da exposta Santo André da Borda do Campo até o muro Pátio do Colégio, em São Paulo dos Campos de Piratininga. Dois anos depois, o Colégio foi sitiado. Embora a cidade tenha sobrevivido, os combates ocorreram espasmodicamente por mais três décadas.

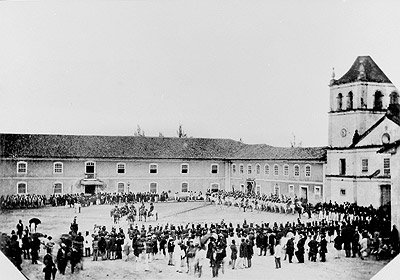
Pátio do Colégio, em São Paulo, fundado por Nóbrega, Anchieta, Paiva e Brás em 1554. Fotografia de Militão Augusto de Azevedo, em 1862. Ponto de origem da expansão territorial e da colonização do interior do país, e hoje a maior cidade do Hemisfério Sul e a quinta maior cidade do mundo.

Os habitantes de São Paulo dos Campos de Piratininga, chamados "paulistanos", eram muito pobres. Alguns sertanistas paulistas começaram as explorações, chamadas Bandeiras, em busca de metais e pedras preciosas. Os homens são conhecidos como bandeirantes; os bandeirantes incluíam também indígenas aliados, e os bandeirantes em geral utilizavam a língua geral paulista para comunicação, uma mistura de espanhol, português e tupi. Em contrapartida, os padres estabeleceram sua missão de converter os indígenas tupis e guaranis à fé católica. Eles tentaram aculturar-los aos costumes portugueses. Desde o início da colônia, o objetivo jesuíta de evangelizar os ameríndios foi oposta por muitos colonos, que usavam os ameríndios escravizados como trabalhadores e lucravam também com o comércio de escravos em índios.
As expedições dos bandeirantes renderam comércio, escravos e metais que eram importantes para a economia em desenvolvimento, como o ouro. Os jesuítas estavam frequentemente em desacordo com eles. Finalmente, em 1640, os bandeirantes conseguiram expulsar os jesuítas. Apenas em 1653 o bandeirante Fernão Dias Paes Leme permitiu que padres jesuítas retornassem às terras paulistas.

### População
É evidente a pobreza dos Campos de Piratininga, pobreza que só se atenua no fim do século XVII, com o advento do grande ciclo do ouro no bandeirismo paulista. As casas na vila eram cobertas de telha ou colmadas de palha, as casas da vila são sempre de taipa — de mão ou de pilão. Parecia haver um certo receio em se fazerem construções definitivas num povoado perdido no planalto, à mercê de todos os perigos. Casas de pedra só se erguiam em Santos.
A vila no século XVII era povoada por milhares de índios e menos de duzentos brancos.

## Elevação a cidade
Em 1709, já denominada apenas como "São Paulo", foi designada a capital da Capitania de São Paulo e Minas de Ouro. A vila foi elevada oficialmente à categoria de cidade em 1711.